# Салливан, Джон Лоуренс
Джон Ло́уренс Са́лливан (англ. John Lawrence Sullivan, 15 октября 1858, Роксбери, США — 2 февраля 1918, Абингтон, США) — американский боксёр, выступавший в тяжёлом весе.
Первый в современной истории чемпион мира по боксу в тяжёлом весе.  Последний в истории чемпион мира в тяжёлом весе по боксу без перчаток по правилам Лондонского призового ринга. Первый американский спортсмен, заработавший более 1 миллиона долларов. Салливан за время своих турне по стране нокаутировал по разным оценкам от четырёхсот до пятисот соперников в поединках, большинство из которых не было санкционировано никакими официальными властями, а многие и вовсе имели характер драки в питейном заведении. Салливан предлагал тысячу долларов любому желающему выйти против него и продержаться на ногах хотя бы четыре раунда, в итоге никому это не удалось.
Салливана можно считать первой спортивной суперзвездой мирового уровня и не только за баснословные суммы гонораров. Салливан стал первым спортсменом, которого всегда сопровождали в его поездках журналисты крупнейших газет того времени. На его сенсационный чемпионский бой с Падди Райаном из разных мест прибыли такие знаменитости мирового уровня как писатель Оскар Уайльд, религиозный деятель Генри Уорд Бичер и находящийся в розыске Джесси Джеймс вместе с сообщниками. Бой Салливана против Джейка Килрейна стал первым боксёрским поединком (и вообще первым кулачным боем), запечатлённым на фотоснимках, дав таким образом толчок к развитию современной спортивной журналистики. Известный спортивный обозреватель Берт Шугар так охарактеризовал карьеру Джона Салливана: «Это величайшее из того, что произошло в США между гражданской и испано-американской войнами». В эпоху до появления современных средств массовой информации вести о его поединках разносились столь широко, что в ходу было выражение: «Пожать руку, которая жала руку, пожавшую руку Джону Л. Салливану».
В 1990 году его имя было увековечено в Международном зале боксёрской славы.

## Биография
Джон Салливан родился в местечке Роксбури, которое теперь является частью Бостона в семье ирландских эмигрантов.

С раннего детства его отличала физическая сила, за что он получил прозвище "Бостонский силач" ("Бостонский крепыш").
У его популярности среди американцев было два источника – это непосредственно бокс и выпивка. Он пил и бил так, что залюбуешься! Джон входил в бар, представлялся и говорил – «я набью здесь морду любому, кто захочет». Никто не хотел, конечно, и Джон покупал выпивку всем.
Он вообще был щедрый малый и на его деньги пьянствовало чуть ли не пол-Америки. А зарабатывал Салливан много, невероятно много. Боксёрские гастроли, которые он регулярно устраивал приносили ему по 70-80 тыс. долларов, что было фантастической суммой, ведь 500 баксов тогда в год считались очень хорошим доходом. На этих гастролях, кстати, Джон бывало, нокаутировал больше полусотни человек за вечер и подраться с ним мог любой желающий.
За бой у него уходило обычно около литра виски, а бывало, что он пропускал бои, просто потому, что не мог выйти из запоя.

## Боксёрская карьера
Кулачными боями занялся рано. В юности его несколько раз арестовывали за участие в несанкционированных боях и он отправился на гастроли вместе с передвижными ярмарками, предлагая зрителям деньги, если те решатся с ним сразиться. В 1879 году, когда он предлагал любому мужчине в Америке выйти против него на ринг за 500 долларов, Салливан выиграл более 450 боёв. В 1883-1884 годах Салливан предпринял большой тур через всю страну, отправившись на поезде с пятью другими боксёрами. Он запланировал провести 195 спортивных поединков в 136 различных городах, что заняло более 238 дней. Для рекламы тура Салливан объявил, что сразится со всеми желающими по Правилам маркиза Куинсберри за 250 долларов. За время тура боксёр отправил в нокаут 11 человек.
Салливан отдавал предпочтение дуговым ударам сбоку и снизу, отсюда его типичная приземистая боевая стойка: слегка подсев в тазобедренном суставе и согнув ноги в коленях, с прогибом поясницы и лёгким наклоном туловища вперёд, развернув правое плечо к сопернику, с опущенными вниз руками, согнутыми в локтях и непрерывно вращающимися в предплечьях. Поскольку Салливану, с учётом его коренастого телосложения, было тяжело не «телеграфировать» своих действий, его тактика действий в атаке и в защите отличалась обилием финтов, одновременно руками и корпусом, которые органично сочетались с его передвижениями по рингу: он несколько раз сигналил сопернику ложный удар, после чего, увидев, что соперник расслабился, проводил с той же руки настоящий со всей силой. Защищался блоком отбивом, подставкой, предплечьем, уклоном головой и туловищем назад, либо подшагом и наклоном вперёд и в клинч, случаи когда он сделал шаг назад за всю его карьеру были единичны и были связаны с потерей равновесия от пропущенного удара соперника. Известно, что сам Салливан не любил ввязываться в борьбу (потому и предпочитал боксировать в перчатках), но поскольку правила Лондонского призового ринга допускали борьбу и широкий набор «грязных» приёмов, к действиям в клинче он был готов всегда.

### Бой с Падди Райаном
В то время ещё не существовало никаких официальных титулов для победителей боксёрских турниров. Салливана начали считать чемпионом Америки после победы над Падди Райаном в Миссисипи-Сити 7 февраля 1882 года. Этот бой проходил без перчаток по Правилам Лондонского призового ринга, разработанным в 1838 году.

### Чемпионский бой с Чарли Митчеллом
Уже в 1883 году его начали считать чемпионом мира, преподнеся чемпионский пояс в Бостоне. Свои претензии на это звание Салливан подтвердил в 1883 году, победив англичанина Чарли Митчелла во Франции.

### Чемпионский бой с Джейком Килрейном

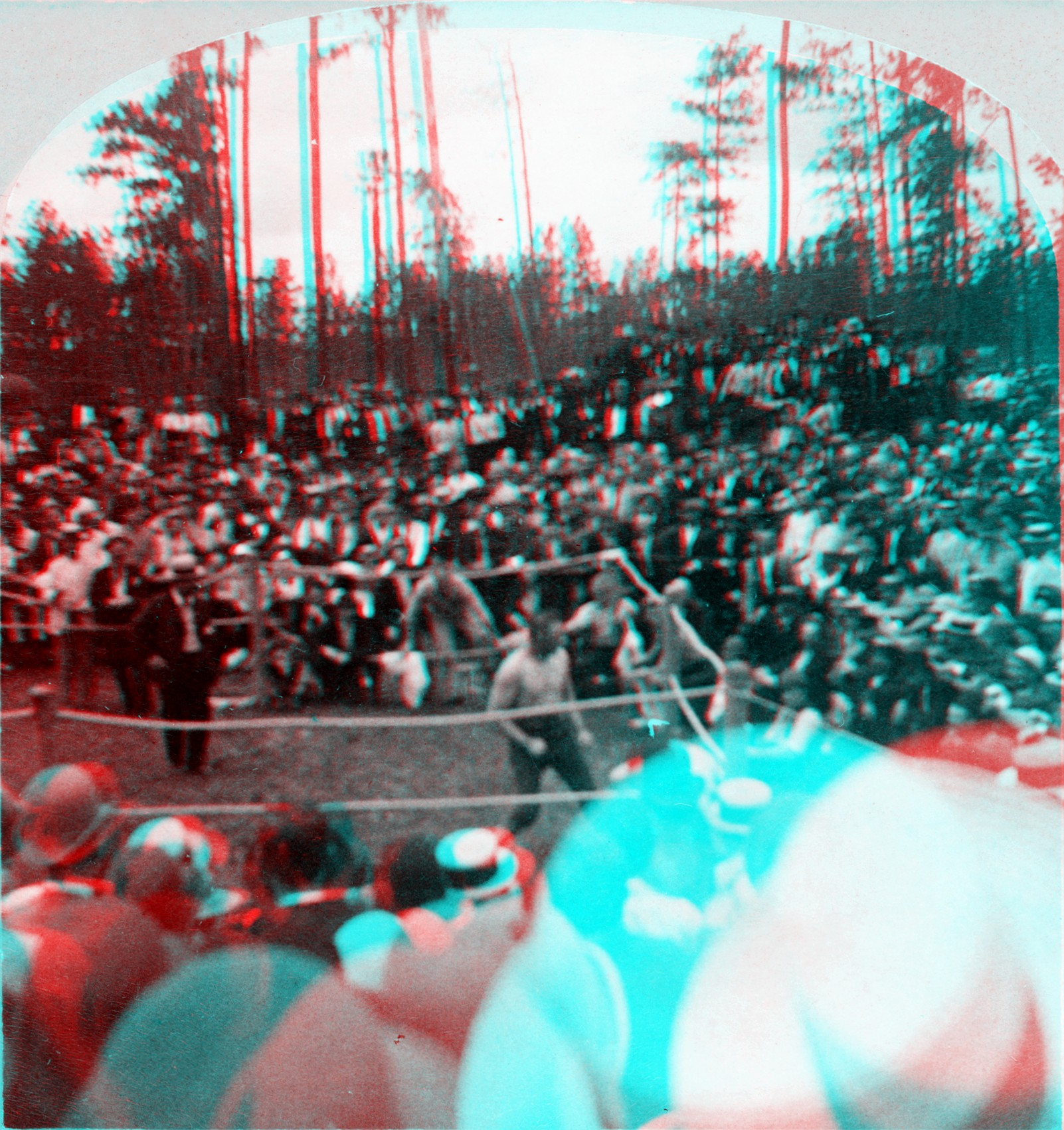
Салливан выбивает Джейка Килрейна за канаты

Год спустя нокаутировал Джейка Килрейна. После боя с Килрейном Салливан приобрёл репутацию непобедимого бойца и не защищал свой титул в следующие четыре года. После боя стала популярной песня о том как «Бостонский крепыш переломал все рёбра Джейку Килрейну» («The strong boy Of Boston Broke every single rib of Jake Kilrain»).
Бой с Килрейном примечателен не только тем, что это был тяжелейший поединок в карьере обоих бойцов, но также и тем обстоятельством, что это был единственный бой в карьере Салливана, к подготовке к которому тот подошёл со всей серьёзностью.

### Тренировочный режим
Из сохранившихся архивных материалов, отражающих его подготовку к бою против Джейка Килрейна в поместье Малдуна в Белфасте, штат Нью-Йорк, служившим для него в качестве тренировочного лагеря, известно, что стандартная тренировка Салливана в ту пору включала в себя:
- пешую прогулку;
- прыжки со скакалкой;
- упражнения с отягощениями (с гирями и литыми гантелями в руках);
- упражнения с двумя гимнастическими булавами различного размера;
- массаж верхней части туловища стоя;
- спарринги;
- отработку ударов на подвесном боксёрском мяче (прообраз каплевидной боксёрской груши);
- отработку с партнёром действий в клинче, борцовских приёмов в стойке;
- толкание ядра.

Кроме того, Салливана привлекли к сельскохозяйственным работам (перевалку снопов сена вилами, рубку леса и колку дров, вспахивание земли тяжёлым плугом и т. д.). Спарринг-партнёрами Салливана являлись Стив Тейлор, Джо Кобурн, Майк Клири (бокс) и Уильям Малдун (борьба в стойке). Малдун, будучи опытным борцом, одновременно с этим был тренером Салливана. Тренировочная программа, разработанная Малдуном, была направлена на сжигание калорий и интенсивную сгонку веса, поскольку Салливан по выражению Малдуна был «человеком, который стремительно обрастал мясом». Перед указанным боем, Салливану удалось согнать около 25 фунтов (11,3 кг). Поскольку Салливан страдал алкоголизмом, Малдун старался проводить тренировочный цикл в как можно более уединённом месте.

### Бой с Джеймсом Корбеттом

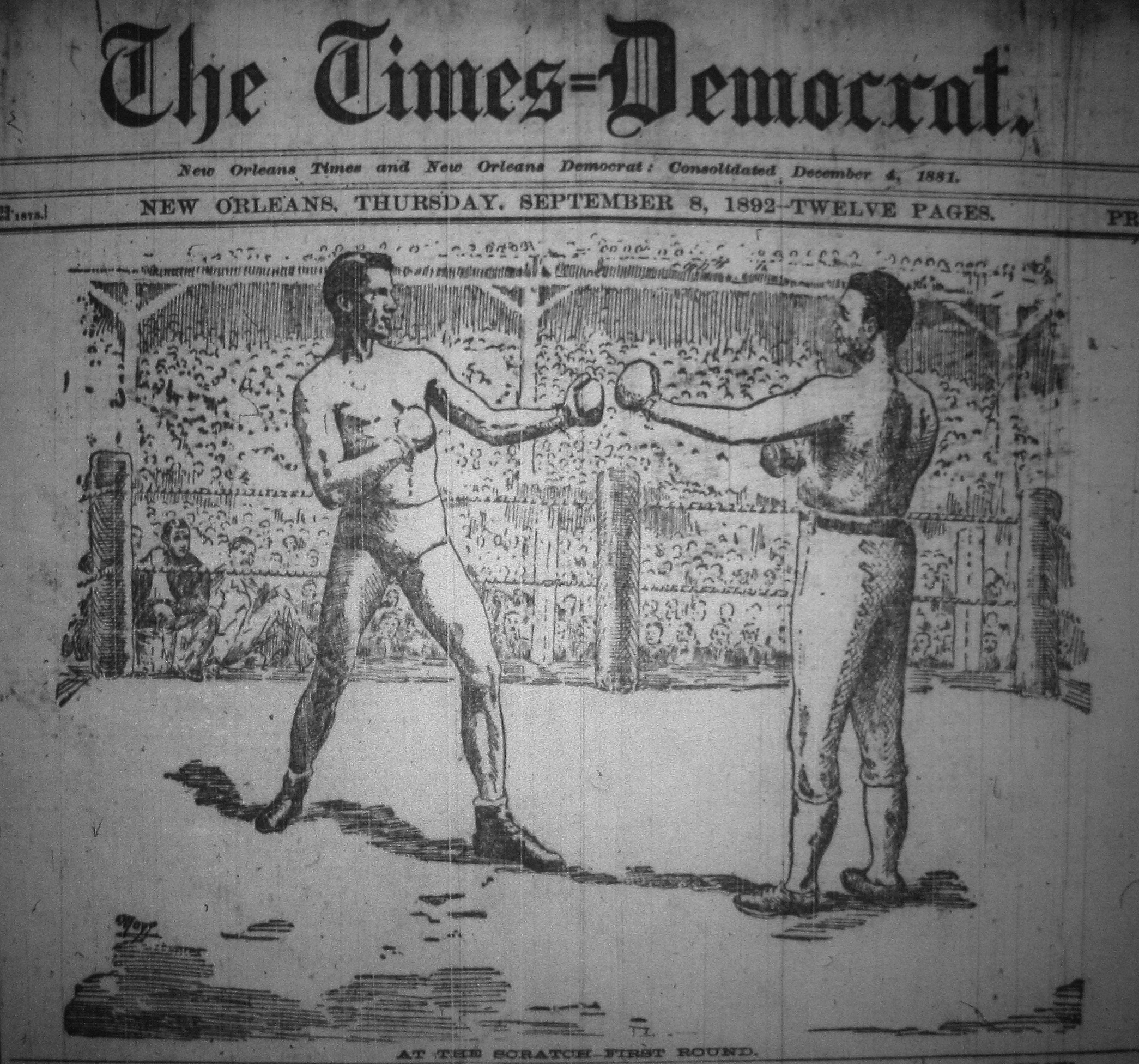
Газета "The Times-Democrat" о матче Салливан-Корбетт

В 1892 году он принял вызов от Джеймса Корбетта. Матч состоялся 7 сентября в Новом Орлеане, посмотреть на бой пришли 10 тысяч зрителей, хотя цена билета составляла от 5 до 15 долларов (примерно 120-355 современных долларов). Претендент был выше чемпиона, их рост составлял 179 и 187 см, вес — 212 фунтов (96 кг) и 193 фунта (88 кг) соответственно. Корбетт был моложе, быстрее, имел преимущество в длине рук, его стиль боксирования позволял ему постоянно уходить от ударов Салливана. По сути дела, весь бой представлял собой безуспешные попытки Салливана догнать Корбетта, который уходил из зоны риска непременно пробивая джебом в лицо преследующему и не дал тому даже приблизиться на удобную для него дистанцию, чтобы начать размен ударами (попытки «перебить» Салливана на ближней и средней дистанции были обречены, этого не удавалось сделать никому, понимая это Корбетт сделал ставку на интенсивные передвижения по рингу). По сравнению с современным уровнем развития спортивных единоборств, такая техника бокса в исполнении Корбетта была примитивной, но её оказалось достаточно, чтобы свалить непобедимого чемпиона кулачных боёв, никогда прежде не сталкивавшегося с «джебистом» в современном понимании этого слова. В 21-м раунде Салливан наконец упал от невероятного множества пропущенных ударов в голову. Когда Салливан смог подняться на ноги, он объявил толпе, что раз уж его побили, он рад, что это сделал американец.
При этом Салливан вплоть до ухода с ринга в 1896 году оставался непобедимым в боях без перчаток.

### Завершение спортивной карьеры
Несмотря на объявление о завершении карьеры в следующие 12 лет ещё несколько раз принимал участие в боксёрских поединках, включая бои в три раунда против ирландца Тома Шарки и шотландца Джима Маккормика в 1905 году.

## После бокса
Окончательно покончив с боксёрской карьерой, пробовал себя в качестве театрального актёра, лектора, бейсбольного судьи, спортивного репортёра и владельца бара.

## Смерть
Салливан умер 2 февраля 1918 года в Абингтоне, в возрасте 59 лет, с 10 долларами в кармане. К концу жизни он страдал от лишнего веса, алкоголизма и последствий травм. Для разрытия могилы были использованы заряды динамита, чтобы сделать яму достаточных размеров в промёрзшей земле. Узнав об этом, бывший соперник Салливана Джейк Килрейн сказал:

«Как раз то, что очень понравилось бы Джону».Оригинальный текст (англ.)Just as John would have like it
.

## Результаты боёв
| Бой | Дата             | Соперник          | Судьи            | Место боя                                         | Раундов | Результат     | Дополнительно |
| --- | ---------------- | ----------------- | ---------------- | ------------------------------------------------- | ------- | ------------- | ------------- |
| 38  | 7 сентября 1892  | Джеймс Корбетт    | проф. Джон Даффи | Олимпик, Новый Орлеан, Луизиана, США              |         | Поражение     | КО21          |
| 37  | 18 января 1887   | Пасти Кардифф     |                  | Minneapolis, MN, США                              | 6       | Ничья         |               |
| 36  | 28 декабря 1886  | Дункан МакДональд |                  | Денвер, Колорадо, США                             | 4       | Не определено | ND4.          |
| 35  | 13 ноября 1886   | Падди Райан       |                  | Сан-Франциско, Калифорния, США                    |         | Победа        | КО3           |
| 34  | 18 сентября 1886 | Фрэнк Херальд     |                  | Alleghany City, Пенсильвания, США                 |         | Победа        | ТКО2.         |
| 33  | 29 августа 1885  | Доминик Маккэффри |                  | Chester Drving Park, near Цинциннати, OH, США     | 6       | Победа        | По очкам      |
| 32  | 13 июня 1885     | Джэк Бурк         |                  | Driving Park, Чикаго, Иллинойс, США               | 5       | Победа        | M D5          |
| 31  | 19 января 1885   | Падди Райан       |                  | Нью-Йорк, Нью-Йорк, США                           |         | Победа        | ТКО1          |
| 30  | 12 января 1885   | Альф Гринфильд    |                  | Бостон, Массачусетс, США                          | 4       | Победа        | M D4          |
| 29  | 17 ноября 1884   | Альф Гринфильд    |                  | Нью-Йорк, Нью-Йорк, США                           |         | Победа        | КО2           |
| 28  | 10 ноября 1884   | Джон Лафлин       |                  | Нью-Йорк, США                                     |         | Победа        | КО3           |
| 27  | 2 мая 1884       | Энос Филлипс      |                  | Нэшвилл, TN, США                                  |         | Победа        | КО4           |
| 26  | 29 апреля 1884   | Дэн Генри         |                  | Хот-Спрингс, AR, США                              |         | Победа        | КО1           |
| 25  | 28 апреля 1884   | Уильям Флеминг    |                  | Мемфис, TN, США                                   | 4       | Победа        | КО1           |
| 24  | 10 апреля 1884   | Эл Маркс          |                  | Галвестон, Техас, США                             |         | Победа        | КО3           |
| 23  | 6 марта 1884     | Джорж Робинсон    |                  | Механикс-павилион, Сан-Франциско, Калифорния, США | 4       | Победа        | По очкам      |
| 22  | 14 января 1884   | Фрэд Робинсон     |                  | Бьютт, Монтана, США                               |         | Победа        | КО2           |
| 21  | 4 декабря 1883   | Майк Шахан        |                  | Дэвенпорт, IA, США                                |         | Победа        | ТКО1          |
| 20  | 1883-11-25       | Моррис Хефей      |                  | St. Paul, MN, США                                 |         | Победа        | КО1           |
| 19  | 1883-11-03       | Джим Майлс        |                  | East St. Louis, Иллинойс, США                     |         | Победа        | ТКО1          |
| 18  | 1883-10-17       | Джеймс Маккой     |                  | Маккиспорт, Пенсильвания, США                     |         | Победа        | КО1           |
| 17  | 1883-08-06       | Герберт Слэйд     |                  | Мэдисон-Сквер-Гарден, Нью-Йорк, Нью-Йорк, США     |         | Победа        | ТКО3          |
| 16  | 1883-05-14       | Чарли Митчелл     |                  | Нью-Йорк, Нью-Йорк, США                           |         | Победа        | ТКО3          |
| 15  | 1882-11-17       | Пи-Джей Рентцлер  |                  | Theatre Comique, Вашингтон, DC, США               | 4       | Победа        | ТКО1          |
| 14  | 1882-10-30       | Чарли О’Доннелл   |                  | Чикаго, Иллинойс, США                             |         | Победа        | КО1           |
| 13  | 1882-10-16       | Эс-Пи Стоктон     |                  | Форт-Уэйн, IN, США                                |         | Победа        | КО2           |
| 12  | 1882-09-23       | Генри Хиггинс     |                  | Буффало, Нью-Йорк, США                            |         | Победа        | ТКО3          |
| 11  | 1882-07-17       | Таг Уилсон        | Билли Хилл       | Мэдисон-Сквер-Гарден, Нью-Йорк, Нью-Йорк, США     | 4       | Победа        | M D4          |
| 10  | 1882-07-04       | Джими Эллиот      |                  | Бруклин, Нью-Йорк, США                            |         | Победа        | КО3           |
| 9   | 1882-04-20       | Джон МакДермонт   |                  | Рочестер, Нью-Йорк, США                           |         | Победа        | ТКО3          |
| 8   | 1881-09-27       | Джек Бёрнс        |                  | Чикаго, Иллинойс, США                             |         | Победа        | КО1           |
| 7   | 1881-08-12       | Джеймс Дальтон    |                  | Чикаго, Иллинойс, США                             |         | Победа        | КО4           |
| 6   | 1881-07-21       | Дэн Маккарти      |                  | Филадельфия, Пенсильвания, США                    |         | Победа        | КО1           |
| 5   | 1881-07-11       | Фрэд Кроссли      |                  | Филадельфия, Пенсильвания, США                    |         | Победа        | КО1           |
| 4   | 1881-03-31       | Стив Тэйлор       | Мэтт Грайс       | Харри-хиллс, Нью-Йорк, Нью-Йорк, США              | 4       | Победа        | ТКО2          |
| 3   | 1881-01-03       | Джек Стюарт       |                  | Бостон, Массачусетс, США                          |         | Победа        | КО2           |
| 2   | 1880-06-28       | Джорж Руки        |                  | Бостон, Массачусетс, США                          |         | Победа        | КО2           |
| 1   | 1879-03-14       | Джони Вудс        |                  | Бостон, Массачусетс, США                          |         | Победа        | КО5           |
| Бой | Дата             | Соперник          | Судьи            | Место боя                                         | Раундов | Результат     | Дополнительно |